# نامه فرهنگستان
نامهٔ فرهنگستان نشریهٔ رسمی فرهنگستان زبان و ادب فارسی ایران است. دورهٔ اول این نشریه از ۱۳۲۲ تا ۱۳۲۶ منتشر شد. دورهٔ جدید این نشریه از سال ۱۳۷۴ تاکنون منتشر می‌شود و دارای درجهٔ علمی-پژوهشی است. سردبیر این مجله محمدرضا ترکی است.
تا خرداد ۱۳۹۸، احمد سمیعی گیلانی سردبیری نشریه را بر عهده داشت و پس از آن، علاءالدین طباطبایی مدتی کوتاه سردبیر نشریه بود.
نامهٔ فرهنگستان در هر شماره با یکی از عناوین ادبیات انقلاب اسلامی، تحقیقات ادبی، دستور، زبان‌ها و گویش‌های ایرانی، شبه قارّه، فرهنگ‌نویسی، مطالعات آسیای صغیر و مطالعات واژه‌گزینی منتشر می‌شود.

## دستور
مجلهٔ دستور یکی از نشریه‌های ضمیمهٔ نامهٔ فرهنگستان است که به انتشار پژوهش‌های زبان‌شناختی دربارهٔ دستور زبان (صرف و نحو) می‌پردازد. این مجله از سال ۱۳۸۳ منتشر می‌شود و دارای درجهٔ علمی-پژوهشی است. دبیری این مجله را محمد دبیرمقدم بر عهده دارد.

## زبان‌ها و گویش‌های ایرانی
مجلهٔ  زبان‌ها و گویش‌های ایرانی یکی از نشریه‌های ضمیمهٔ نامهٔ فرهنگستان است که به انتشار پژوهش‌های زبان‌شناختی دربارهٔ گویش‌شناسی می‌پردازد. این مجله که از سال ۱۳۸۲ منتشر می‌شود، قبلاً گویش‌شناسی نام داشت و دارای درجهٔ علمی-پژوهشی است. دبیریِ این مجله را حسن رضائی باغ‌بیدی بر عهده دارد.

## فرهنگ‌نویسی
مجلهٔ فرهنگ‌نویسی یکی از نشریه‌های ضمیمهٔ نامهٔ فرهنگستان است که به انتشار پژوهش‌های زبان‌شناختی دربارهٔ فرهنگ‌نویسی می‌پردازد. این مجله از سال ۱۳۸۶ منتشر می‌شود و دارای درجهٔ علمی-پژوهشی است. دبیریِ این مجله را علی‌اشرف صادقی بر عهده دارد.

## ادبیات تطبیقی
مجلهٔ ادبیات تطبیقی یکی از نشریه‌های ضمیمهٔ نامهٔ فرهنگستان است که به انتشار پژوهش‌های مربوط به ادبیات تطبیقی می‌پردازد. این مجله از سال ۱۳۸۹ منتشر می‌شود و دارای درجهٔ علمی-پژوهشی است. دبیریِ این مجله را ابوالحسن نجفی بر عهده داشت و پس از فوت او، علیرضا انوشیروانی سردبیر مجله شد.